# Зарічне (Краснослободський район)
Зарі́чне (рос. Заречное, ерз. Заречное) — село у складі Краснослободського району Мордовії, Росія. Входить до складу Старозубарьовського сільського поселення.
Населення — 654 особи (2010; 679 у 2002).
Національний склад (станом на 2002 рік):
- росіяни — 94 %